# Synagoga w Wolbromiu
Synagoga w Wolbromiu – nieistniejąca synagoga, znajdująca się do 1956 roku w Wolbromiu przy ulicy Krótkiej.
Synagoga została zbudowana w latach 1747–50 z kamienia wapiennego z dodatkiem cegły. Podczas II wojny światowej hitlerowcy zdewastowali jej wnętrze i zamienili budynek na stajnie. Po wojnie synagoga popadła w ruinę i została zburzona w 1956 roku.

## Szkoła żydowska
Obok zachował się murowany, parterowy budynek dawnej szkoły żydowskiej (chederu) wzniesiony na planie prostokąta. Częściowo zachował się wystrój zewnętrzny. Część otworów okiennych została zamurowana. Całość jest nakryta dachem dwuspadowym. Budynek wykorzystywany jest obecnie jako magazyn.